# Prensa salmantina
La prensa escrita salmantina presenta un amplio abanico de publicaciones, en papel o en la red.
El decano de la prensa de Salamanca y uno de los diarios más antiguos de España es El Adelanto de Salamanca, fundado en 1883. Junto a este periódico los otros dos diarios locales son La Gaceta Regional de Salamanca (fundada en 1920) y Tribuna de Salamanca, el más joven de los tres fundado en 1994, actualmente en versión digital. A finales del año 2006 aparece el semanario gratuito La Palabra de Salamanca, hoy desaparecido. En febrero de 2011 surgió el periódico de frecuencia variable La ciudad que hay que cambiar, con una tirada de 20.000 ejemplares, editado por el Partido Comunista de Salamanca, que cuenta con participación de sindicalistas, personas de la cultura y movimientos sociales críticos con el Ayuntamiento de Salamanca.
En la provincia destaca, por su antigüedad, el semanario comarcal La Voz de Miróbriga, de Ciudad Rodrigo. La Gaceta de Santa Marta de Tormes, conocida también como "La Gacetilla". También destaca a nivel provincial el diario Noticias Ciudad Rodrigo, siendo este de los más punteros en la comarca de Ciudad Rodrigo.
Tanto La Gaceta Regional de Salamanca como Tribuna de Salamanca, El Adelanto y La Voz de Miróbriga tienen versiones en la red. Para la zona de Arribes del Duero, compartida con Zamora, destaca el Diario de las Arribes, con edición digital únicamente. En la red de redes también se pueden destacar El Semanario de Salamanca o el deportivo Sport Salamanca, y blogs como Blog Salamanca y Salamanca Resiste.
Apenas hay semanarios de información. Uno de los más relevantes es El Diario de Salamanca, cuyos orígenes datan del siglo XIX, y revivido desde hace poco en la red.
También existe un semanario gratuito llamado DGratis y Tribuna universitaria, este último está centrado en la actualidad de la Universidad salmantina.